# Dos hogares
Dos hogares (in spagnolo Doppia vita) conosciuta anche come Two homes è una telenovela messicana. Canal de las Estellas ha trasmesso la serie dal 27 giugno 2011 al 20 gennaio 2012.

## Trama
Angelica Estrada (Anahí) è una giovane veterinaria, che ama e sposa Santiago (Carlos Ponce). Dopo un incidente Santiago muore e viene dichiarato "morto". Due anni dopo la tragedia Anahi si innamora di Riccardo Valtierra (Sergio Goyri).
Santiago riappare e lei vive un grande disagio: stare con Santiago o con Riccardo?

## Trasmissione in altri paesi
| Paese              | Reti Televisiva    | Inizio             | Fine | Titolo                  |
| ------------------ | ------------------ | ------------------ | ---- | ----------------------- |
| Albania            | Vizion Plus        | 9 gennaio, 2012    |      | Jetë e dyfishtë         |
| Argentina          | Canal 9            | 10 settembre, 2012 |      | Dos Hogares             |
| Bolivia            | Red 1              | 7 settembre, 2011  |      | Dos Hogares             |
| Cile               | MEGA               | 7 settembre, 2011  |      | Dos Hogares             |
| Costa Rica         | Canal 6            | 31 ottobre, 2011   |      | Dos Hogares             |
| Ecuador            | Gama TV            | 17 ottobre, 2011   |      | Dos Hogares             |
| El Salvador        | TCS Canal 2        | 28 novembre, 2011  |      | Dos Hogares             |
| Honduras           | Canal 5            | 6 settembre, 2011  |      | Dos Hogares             |
| Israele            | Viva Israel        | 17 giugno, 2012    |      | حياة مزدوجة             |
| Lituania           | LNK                | 1º ottobre, 2011   |      | Dvigubas gyvenimas      |
| Macedonia del Nord | TV Pink 15         | 6 febbraio, 2012   |      | Двоен живот             |
| Montenegro         | TV Pink M          | 19 dicembre, 2011  |      | Dvostruki život         |
| Nicaragua          | TV Red             | 3 gennaio, 2012    |      | Dos Hogares             |
| Panama             | Telemetro          | 17 agosto, 2011    |      | Dos Hogares             |
| Paraguay           | La Tele            | 25 luglio, 2011    |      | Dos Hogares             |
| Perù               | América Televisión | 25 agosto, 2011    |      | Dos Hogares             |
| Polonia            | Zone Romantica     | 24 ottobre, 2011   |      | Podwójne życie Angeliki |
| Porto Rico         | Univision          | 15 novembre, 2011  |      | Dos Hogares             |
| Rep. Dominicana    | Telemicro          | 18 luglio, 2011    |      | Dos Hogares             |
| Serbia             | RTV Pink           | 10 novembre, 2011  |      | Dvostruki život         |
| Slovenia           | POP TV             | 4 novembre, 2011   |      | Moji dve ljubezni       |
| Stati Uniti        | Univision          | 31 ottobre, 2011   |      | Dos Hogares             |
| Ungheria           | Zone Romantica     | 24 ottobre, 2011   |      | Kettős élet             |
| Uruguay            | Red 1              | 7 settembre, 2011  |      | Dos Hogares             |
| Venezuela          | Venevisión         | Coming soon        |      | Dos Hogares             |